# 金智龍
金 智龍（キム・ジリョン、1964年 - ）は、大韓民国の評論家。
自他共に認めるところの『重度の日本文化かぶれ』であり、日本の大衆文化の評論を通して日韓関係を広く論評する。

## 略歴
ソウル大学経営学科を卒業。1992年から日本に留学し、慶應義塾大学大学院で経営学を専攻。日本滞在中はパチンコ店でアルバイトをしながら生活を送り、その間には結婚をし妻を日本に呼び寄せている。
帰国後に新聞や雑誌などの媒体で『斬新』との評を得た日本文化論を次々と発表し、『新世代を代表するオピニオン・リーダー』として注目を集めるに至った。
自著の一つである『私は韓国人。でも日本文化がスキだ!』は1998年の上梓で、韓国ではベストセラーとなり、ほどなくして日本語にも翻訳され出版された。
1998年当時の与党であった新政治国民会議の『韓日文化交流政策企画団』の諮問委員も務めている。

## 些事
- 嫌いな教師を殺したいという一心から爆弾を作るために化学を独学し、その結果小学生の時点で中学生以上の化学の知識を保持していた[3]。
- 『中国奇談全集』という小説を読みたい一心で中学3年生の時に漢文を独学したことから、漢文の読解を非常に得意とする[4]。
- 人生の伴侶といえるほどに漫画が好きであり、母国語のハングルを覚えたのも漫画を読みたいということからであった[5]。
- アニメ映画『もののけ姫』を世界映画史上の最高傑作と評している[6]。

## 著書
- 『私は韓国人。でも日本文化がスキだ!』 - 訳；志村由紀子 刊；ザ・マサダ 1998年12月7日 ISBN 4915977706